# Theo Jansen
Pour les articles homonymes, voir Theo et Jansen.
 (mars 2019).

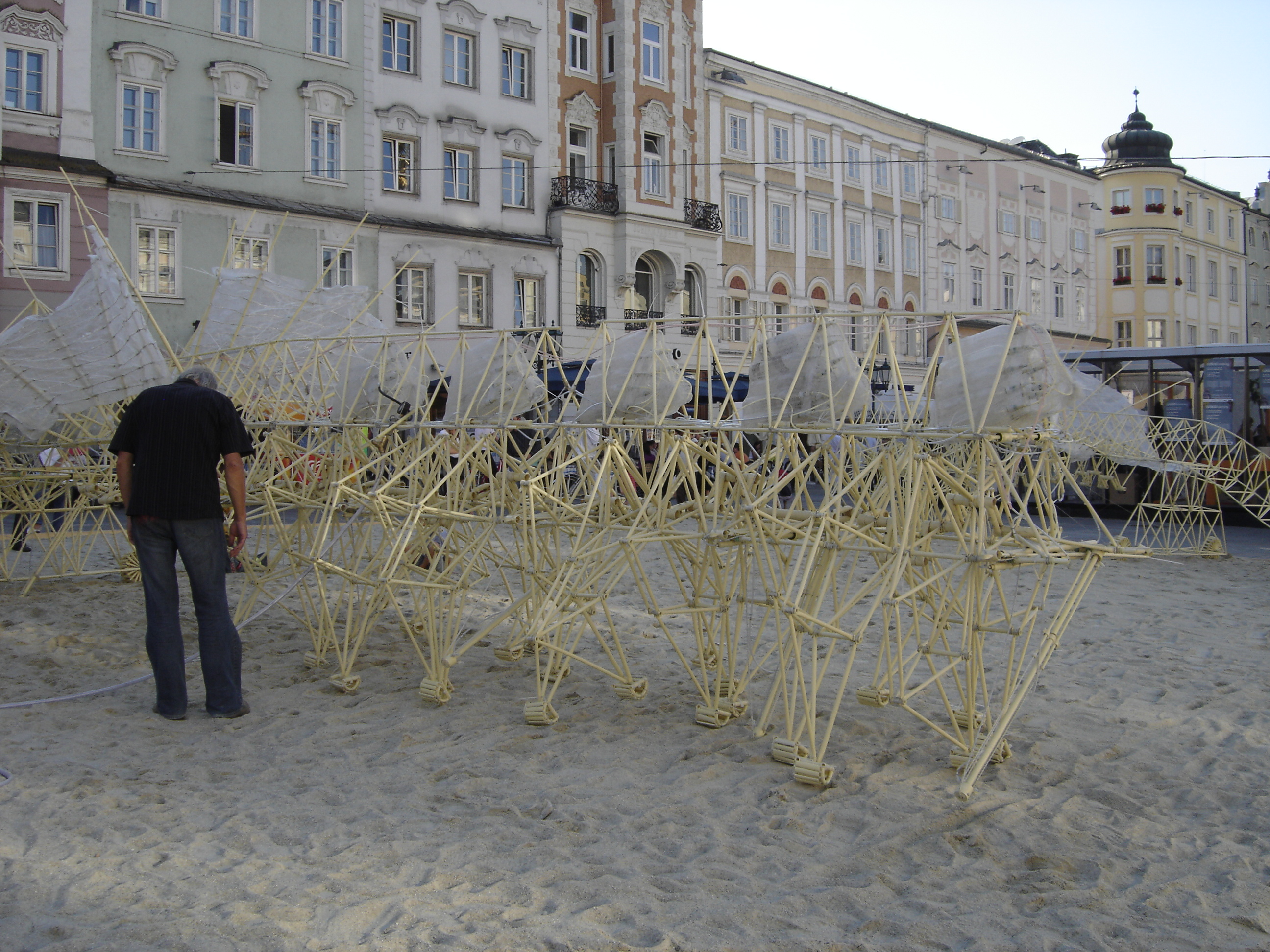
Strandbeest

Theo Jansen est un artiste sculpteur néerlandais du courant de l'art cinétique, qui se base sur l'art du mouvement que ce soit à travers des œuvres mobiles ou des illusions optiques.
Ses œuvres sont notamment caractérisées par des sortes de myriapodes géants réalisés avec des tubes en plastique (PVC) et des bouteilles (vides), se mouvant grâce à la force du vent.
La particularité de son travail est de s'inspirer de la théorie de l'évolution génétique (sélection + reproduction (avec variantes aléatoires) du plus performant) pour guider l'évolution du design de ses sculptures mobiles quasi-autonomes (qu'il nomme « créatures »). La finalité de son travail de recherche semble plus orienté vers des finalités pratiques qu'esthétiques, on peut donc aussi le classer dans la catégorie des ingénieurs/inventeurs.
Il nomme ses créations des « Strandbeest » (bêtes de plage). Il en a réalisé une quarantaine en 25 ans. Il les construit avec des tubes en plastique prévu initialement pour des installations électriques, et que l'on ne trouve qu'en Belgique ou aux Pays-Bas. Pour se protéger de toute rupture de stock de ces tubes, il en a acheté 50 km. « Je veux créer mes propres formes de vie à partir de cette matière simple, flexible et extrêmement rigide à la fois », dit-il. Il préfère travailler seul, et a étudié les techniques nécessaires à son art, à savoir l'aéronautique, la robotique, l'informatique, les mathématiques, en autodidacte, en faisant attention à conserver la dimension poétique de son projet. Il pense que ce sont les tubes en plastique eux-mêmes qui lui ont montré comment construire des robots capables de se déplacer sur le sable d'une plage poussés par le vent.